# 北区立王子桜中学校
北区立王子桜中学校（きたくりつおうじさくらちゅうがっこう）は、2005年に王子中学校と桜田中学校が統合した公立中学校。北区立中学校最初の統合新校である。
開校記念日は5月1日。

## 学校概要

### 教育目標
共生の精神に満ち、国際的視野に立ち、大きな夢の実現のために限りなく向上に努める人を育てる。
　　　
- 自主 - 自ら考え正しく判断し行動する人
- 創造 - 先人に学び、未来の文化を創る人
- 飛翔 - 視野を広く、高き理想を目指す人

### 校歌
- 曲名 - 王子桜中学校校歌 - 君がそこにいるから
- 作詞 - 生徒・教職員/小野ゆかり
- 作曲 - 小野ゆかり
- 補作詞 - からさき昌一

この校歌はシンガーソングライターの小野ゆかりが作曲を行い、作詞は生徒・教職員のアイデアを小野がアレンジした。（小野ゆかりのホームページで聞くことが出来る。）1 - 4番まであり、全部歌うと7分弱かかるため、式等では1番と4番を歌う。

### 新校舎
新校舎は、平成21年4月に旧王子中学校他の敷地に完成。平成18年4月から6月まで3回のワークショップを経て、小学校棟と中学校棟をL字型一体配置とし、中央が共用ゾーンになっている。
- 建設場所　北区王子2丁目7番1（旧王子小学校・旧王子中学校）
- 施設規模　敷地面積約23.000 m2、延べ床面積約23.190m2、4階建、小学校棟4階に小学校と共用の屋内プールがあり、夏に授業で使用している。

## 特色
- 「ノーチャイム」を実施しており、生徒と教員は校内の時計を見て行動している。これは、旧桜田中が毎週水曜日に実施していたものを引き継いだ。[2]この取り組みは、平成20年2月5日付けの読売新聞朝刊[3]や、日本テレビ系列「人生が変わる1分間の深イイ話」の第2回で紹介された。
- あいさつ運動にも力を入れており、毎朝校門前に生活委員の生徒が立っている。

## 沿革
- 2005年（平成17年） - 王子中学校と桜田中学校が統合し、王子桜中学校として開校

### 歴代校長
- 初代 - 中尾豊三郎（2005年度 - 2006年度）
- 第2代 - 中尾豊三郎（2007年度）フルタイム再任用
- 第3代 - 中尾豊三郎（2008年度）フルタイム再任用
- 第4代 - 富張雄彦（2009年度 - 2017年度）北区立岩渕中学校前校長

第5代 - 吉原健（2018年度 -2024年度 ）
第6代- 阿久津光生  (2025年度-)

### 歴代副校長
- 初代 - 保坂朗（2005年度 - 2006年度）
- 第2代 - 高木潤也（2007年度 - 2009年度）
- 第3代 - 阿久津光生（2010年度 - ）

## 部活動・委員会

### 運動部
- 剣道部
- 卓球部
- 陸上部
- テニス部（軟式・男子・女子）
- バレーボール部（男子・女子）
- バスケットボール部（男子・女子）
- ラグビー部

※陸上部は2023年廃部予定。
※野球部は2020年に廃部。
※男子バレーボール部は2008年設立。
※女子サッカー部は2018年廃部。
※サッカー部は1995年廃部。

### 文化部
- 英語部
- 園芸ボランティア部
- 美術部
- 家庭科部
- 吹奏楽部
- 演劇部
- 科学部
- 華道部
- 映像研究部

※文芸部は2020年廃止。
※演劇部は2010年設立。
※技術部・模型部は2011年廃止。
※華道部は2013年設立。
※映像研究部は2023年廃止の陸上部に代わって同年に設立。

### 委員会
- 生徒会本部
- 中央委員会
- 学級委員会（1学年委員会・2学年委員会・3学年委員会）
- 生活委員会
- 放送委員会
- 図書委員会
- 美化委員会
- 給食委員会
- 保健委員会
- 体育委員会

※中央委員会は、生徒会と各委員会委員長を委員とした会。（会議・打ち合わせなどを不定期に行う。）
※体育委員会は、2024年度でなくなった。　生活委員が体育委員の仕事を引き継ぐ。

## 学校行事
- 4月
  - 始業式 - 入学式 - 一迎会 - 離任式
- 5月
  - スポーツテスト - 生徒総会 - 体育祭
- 6月
  - 修学旅行（3年） - 教育実習 - 定期考査Ⅰ
- 7月
  - 到達度テスト（2・3年） - 職場訪問（1年） - 職場体験（2年）
- 8月
  - 岩井臨海学園（1・2年）又はEC那須（イングリッシュ・サマー・キャンプ）（1・2年）へ毎年交互に行く。
- 9月
  - 到達度テスト（3年） - 定期考査Ⅱ
- 10月
  - 生徒総会 - 1学期終業式 - 2学期始業式 - 到達度テスト（3年） - 文化祭
- 11月
  - 到達度テスト（3年） - 定期考査Ⅲ - 新入生体験入学
- 12月
  - 三者面談
- 1月
  - 書初め展
- 2月
  - 到達度テスト（1・2年） - 定期考査Ⅳ
- 3月
  - 球技大会 - 卒業遠足（テーマパークと映画鑑賞） - 3年生を送る会 - 卒業式 - 修了式

## 卒業生の進路状況
平成18年度の卒業生・147名の進路状況
- 国公立高校 - 92名
- 私立高校 - 54名
- その他 - 1名

## アクセス
- JR京浜東北線・王子駅 - 徒歩10分
- 都営バス（王子三丁目） - 徒歩2分
- 東京メトロ南北線・王子駅 - 徒歩10分

## 著名な出身者
- 荒川務 - ミュージカル歌手（旧・北区立王子中学校）
- 常幸龍貴之 - 大相撲力士（旧・北区立王子中学校）
- 中村航輔 - サッカー選手
- 深田恭子 - 女優、歌手（旧・北区立王子中学校）
- 光邦 - ラジオパーソナリティ（旧・北区立王子中学校）
- 室町大助 - 男優、殺陣師（旧・北区立王子中学校）
- 山田加奈子 - 東京都北区長（旧・北区立王子中学校）

## その他
- 2007年3月に東京貯金事務センターの職員が車上荒らしの被害にあい、その際内部規定に違反して、学校納付金の納付のために使用する振込口座情報等が記録された電子媒体（USBメモリ）を所外に持ち出し、盗難の被害にあう事件が発生した。後に電子媒体は回収されたが、このUSBメモリ内に当校生徒保護者の情報が含まれていた。後に判明した事だが、情報漏洩の可能性の範囲は当校が届けている口座情報の範囲内のみであり、個々の生徒保護者の情報まで及ばないとの事であった。
- 2025年11 月 1 日に王桜創立20周年記念イベントがある。